# Actua Soccer 2
Actua Soccer 2, Actua Soccer 98 (por conta do jogo ser centrado na Copa do Mundo de 1998), é o segundo jogo da franquia de jogos eletrônicos de futebol Actua Soccer. Assim como o seu antecessor, Actua Soccer 2 possui somente seleções nacionais. o motor gráfico foi melhorado e em algumas versões contém o Campeonato Italiano de Futebol que possui um modo cenário e ajudou a alavancar vendas. A também o modo editor onde o jogador pode criar equipes. O jogador na capa do jogo é o atacante inglês Alan Shearer. O narrador continuou a ser Barry Davies com comentarios de Trevor Brooking, Michael Owen e Simon Tracey forneceram a captura de movimentos para a programação. Actua Soccer 2 também teve a placa gráfica da Creative Technology o Voodoo 2 que ajudou a alcançar generalizada distribuição e popularidade.

## Modos de Jogo
Temporada
- Temporada 97-98
- Temporada Customizável

Amistoso
Treino
- Pênaltis
- Treino Normal

Copa
- Copa Padrão
- Copa Customizável

Editor

## Equipes

### Seleções
Actua Soccer 2 teve adição de mais seleções incluindo uma equipe de estrelas Shearer's All Stars duas equipes fictícias Gremlin XI e Super Furry Animals que poderiam ser liberadas por códigos
| - Brasil - Alemanha - Espanha - Dinamarca - França - Romênia - Inglaterra - Rússia - Itália - Países Baixos - Tchéquia - México - Colômbia - Noruega - Argentina - Japão - África do Sul - Eslováquia - Portugal - Escócia | - Bulgária - Paraguai - Suécia - Estados Unidos - Chile - Croácia - Arábia Saudita - Bélgica - Coreia do Sul - Austrália - Peru - Irlanda - Grécia - Egito - Áustria - Turquia - Canadá - Ucrânia - Lituânia - Israel | - Uruguai - Polónia - Albânia - Suíça - Marrocos - Iugoslávia - Finlândia - Irlanda do Norte - Hungria - Chipre - Islândia - País de Gales - Trinidad e Tobago - Eslovênia - Bielorrússia - Geórgia - Bolívia - Macedônia do Norte - Camarões - Nova Zelândia | - Malta - Ilhas Faroé - Nigéria - San Marino - Shearer's All Stars - Gremlin XI - Super Furry Animals |

### Equipes Customizáveis
| - Custom Team A - Custom Team B - Custom Team C - Custom Team D - Custom Team E - Custom Team F - Custom Team G - Custom Team H - Custom Team I - Custom Team J - Custom Team K - Custom Team L | - Custom Team M - Custom Team N - Custom Team O - Custom Team P - Custom Team Q - Custom Team R - Custom Team S - Custom Team T - Custom Team U - Custom Team V - Custom Team W - Custom Team X |

## Árbitros
- Mick Lister
- Lee Hickey
- John Carlyle
- Mel Dodd
- Phil Rankin
- Fritz
- Dave Sowerby
- Michael Hirst